# Khekada
Khekada là một thị xã và là một nagar panchayat của quận Baghpat thuộc bang Uttar Pradesh, Ấn Độ.

## Nhân khẩu
Theo điều tra dân số năm 2001 của Ấn Độ, Khekada có dân số 40.380 người. Phái nam chiếm 54% tổng số dân và phái nữ chiếm 46%. Khekada có tỷ lệ 62% biết đọc biết viết, cao hơn tỷ lệ trung bình toàn quốc là 59,5%: tỷ lệ cho phái nam là 70%, và tỷ lệ cho phái nữ là 52%. Tại Khekada, 16% dân số nhỏ hơn 6 tuổi.